# Orchestre de la Société des concerts du Conservatoire
L'Orchestre de la Société des concerts du Conservatoire est un orchestre symphonique français fondé à Paris en 1828 par le chef d’orchestre violoniste François-Antoine Habeneck, le directeur du Conservatoire Luigi Cherubini et le directeur des Beaux-Arts Sosthènes de La Rochefoucauld, duc de Doudeauville, et remplacé en 1967 par l'Orchestre de Paris créé à l’instigation de Marcel Landowski.
Sa longue existence a permis de maintenir la tradition du jeu enseigné au Conservatoire de Paris au premier plan de la vie musicale française. L'orchestre a occupé le devant de la scène musicale française tout au long du XIXe siècle et pendant la plus grande partie du XXe siècle.

## Historique
Habeneck aîné, faisant le constat de l'abandon des concerts spirituels et du manque de pratique des élèves du Conservatoire depuis l'arrêt des auditions publiques en 1815, invite des amis musiciens à faire la lecture de la Symphonie héroïque de Beethoven chez lui en novembre 1826. Il réussit après quelques répétitions en 1827 à  avoir le soutien de Chérubini pour organiser des concerts dans la grande salle du Conservatoire. 
Organisé sous le nom de « Société de Concerts de l'École royale de musique » sous forme d'une association autorisée par un arrêté du Ministre de la Maison du Roi dès 1828 à  produire 6 concerts par an par les professeur et les anciens élèves, et géré par un comité d'administration dont les membres sont issus du Conservatoire de Paris, l'orchestre de la Société des Concerts a occupé une place centrale dans la vie musicale parisienne et française pendant le XIXe siècle et une grande partie du XXe siècle.
L'orchestre donne son premier concert dirigé par Habeneck le 9 mars 1828 avec des œuvres de Beethoven (Symphonie héroïque) alors peu connu en France, Rossini, Meifreid, Rode et Cherubini. À cette date, l'effectif des musiciens et des chanteurs était de 76 instrumentistes et 78 choristes.
Selon son règlement, l'orchestre est constitué uniquement de professeurs et d’anciens élèves du Conservatoire.
Les concerts sont donnés dans la salle du Conservatoire de la rue Bergère (puis rue du Conservatoire), considérée en son temps comme la meilleure salle d'Europe.
Après le déménagement du Conservatoire dans le Collège des Jésuites de la rue de Madrid en 1911, la formation continua à jouer dans la salle de la rue Bergère.
Une grande tournée aux États-Unis a eu lieu en 1918, se produisant dans 52 villes. Plus tard cette année-là, l'orchestre a réalisé le premier de ses nombreux enregistrements.
À partir de 1945, la formation se produit principalement au Théâtre des Champs-Elysées.
En 1967, les difficultés financières, l'irrégularité du travail des musiciens et la faiblesse des rémunérations ont conduit le gouvernement français à décider la création d'un nouvel orchestre. Après des auditions présidées par Charles Munch, 108 musiciens sont choisis (dont 50 de l'Orchestre du Conservatoire de Paris) pour le nouvel Orchestre de Paris, qui donne son premier concert le 14 novembre 1967 au Théâtre des Champs-Élysées.
Du point de vue juridique, cet orchestre porte le nom d'une décision du Conseil d'État dont la portée concerne les principes généraux du droit (principe d’égalité du service public), en raison d'un litige avec la Radiodiffusion française.

## Chefs principaux
- 1828–1848 : François-Antoine Habeneck ;
- 1849–1859 : Narcisse Girard ;
- 1860–1863 : Théophile Tilmant ;
- 1863–1872 : George Hainl ;
- 1872–1885 : Edme-Marie-Ernest Deldevez ;
- 1885–1892 : Jules Garcin ;
- 1892–1901 : Paul Taffanel ;
- 1901–1908 : Georges Marty ;
- 1908–1919 : André Messager ;
- 1919–1938 : Philippe Gaubert ;
- 1938–1946 : Charles Munch ;
- 1946–1960 : André Cluytens ;
- 1960–1967 : pas de chef nommé.

## Répertoire
L'orchestre a notamment créé la Symphonie fantastique de Berlioz en 1830, le Concerto pour violoncelle no 1 de Camille Saint-Saëns en 1873 et la Symphonie en ré mineur de César Franck en 1889.
L'Orchestre de la Société des Concerts du Conservatoire de Paris a également réalisé le premier enregistrement de La mer de Claude Debussy sous la direction de Piero Coppola en 1928.
En décembre 2024, Radio France a consacré une série de 14 épisodes à la discographie de l'Orchestre de la Société des Concerts du Conservatoire.

## Bibliothèque
L’orchestre de la Société des concerts possédait une grande bibliothèque de partitions musicales  d'orchestre constituée par acquisition, par copie, par récupération de partitions provenant des « exercices d’élèves » du Conservatoire, et par des dons ; Hector Berlioz a légué en 1863 la collection musicale de ses œuvres, gravées et manuscrites.
De nombreux compositeurs et des chefs d’orchestre de la Société, comme George Hainl, ont continué à enrichir la bibliothèque.
Le cœur des collections consiste en partitions d’œuvres pour orchestre et chœur, françaises et étrangères (en particulier de Beethoven et Mendelssohn) retravaillées avec des textes français.